# 铜互连
铜互连被用于集成电路中，以减少傳播延遲和功耗。由于铜比铝导电性更好，使用铜作为互连的集成电路可以实现更窄的互连尺寸，并使用更少的能量传输电流。这些效应共同产生性能更好的集成电路。铜互连最初由IBM在摩托罗拉的协助下于1997年引入。
从铝过渡到铜需要在半导体制造技术方面进行重大开发，包括完全不同的金属图案化方法，以及引入金属阻障层以将硅与可能有害的铜原子隔离。
尽管自1960年代末以来已知超共形铜电沉积的方法，但它们在（亚）微米通孔尺度（例如在微芯片中）的应用仅始于1988年至1995年。到2002年，这项技术已成熟，相关领域的研究和开发工作开始减少。

## 图案化
尽管自1947年以来已知某种形式的挥发性铜化合物的存在，并且随着世纪的进展发现了更多，但它们都未被工业使用，因此无法使用以前用于铝的光刻掩模和等离子体刻蚀技术对铜进行图案化。无法对铜进行等离子体刻蚀，要求对金属图案化过程进行彻底重新思考，结果是被称为“加法图案化”的过程，也称为大马士革工艺或“双大马士革工艺”（dual-Damascene），类比于传统的金属镶嵌技术。
在此过程中，底层的硅氧化物绝缘层被图案化，形成导体应在的位置的开槽。在绝缘体上沉积一层厚厚的铜，显著地过度填充了这些槽，然后使用化学机械平坦化（CMP）去除延伸到绝缘层顶部以上的铜（称为“过度沉积”）。沉积在绝缘层槽内的铜不会被去除，成为图案化的导体。大马士革工艺通常在每个大马士革阶段形成并填充一个铜特征。双大马士革工艺通常一次形成并填充两个铜特征，例如，一个位于通孔上的槽可以通过一次铜沉积使用双大马士革工艺同时填充。
通过连续的绝缘层和铜层，创建了多层互连结构。层数取决于集成电路的功能，可能有10层或更多金属层。如果没有CMP以平坦和均匀的方式去除铜涂层的能力，以及CMP过程在铜-绝缘层界面处可重复停止的能力，这项技术将无法实现。

## 阻障金属
阻障金属层必须完全包围所有铜互连，因为铜向周围材料的扩散会降低它们的性能。例如，当铜掺杂到硅中时，会形成深能级陷阱。顾名思义，阻障金属必须足够限制铜的扩散性，以在化学上将铜导体与下方的硅隔离，同时具有高电导率以保持良好的电子接触。
阻障膜的厚度也非常重要；如果层太薄，铜接触会破坏它们连接的器件；如果层太厚，两层阻障金属膜和铜导体的堆叠总电阻比铝互连更大，消除了任何优势。
从早期的铝导体到铜基导体的导电性改善幅度不大，并不像简单比较铝和铜的体电导率所预期的那样好。在铜导体的四个侧面添加阻障金属显著减少了由纯低电阻铜组成的导体横截面积。铝在直接与硅或铝层接触时需要一层薄的阻障金属以促进低欧姆电阻，但不需要在金属线的侧面使用阻障金属将铝与周围的硅氧化物绝缘体隔离。因此，科学家们正在寻找在不使用缓冲层的情况下减少铜向硅基底扩散的新方法。一种方法是使用铜-锗合金作为互连材料，这样就不再需要缓冲层（例如氮化钛）。已经制造出外延的Cu3Ge层，其平均电阻率为6±1 μΩ·cm，功函数约为4.47±0.02 eV，使其成为铜的良好替代品。

## 电迁移
铜对电迁移的抵抗力显著优于铝。电迁移是指金属导体在电流作用下形状发生变化，最终导致导体断裂的过程。与铝相比，铜在这种电迁移阻力的改善允许在给定尺寸的铜导体中流过更高的电流。导电性适度增加与电迁移阻力的改善相结合，吸引力极大。铜基工艺继续是半导体行业的先进技术。
比起铝，铜的电阻率较低，降低时间常数τ，从而提高信号频率，反过来又能降低互连的电压降和自热，提升整体的电迁移稳健性。

## 铜的超共形电沉积

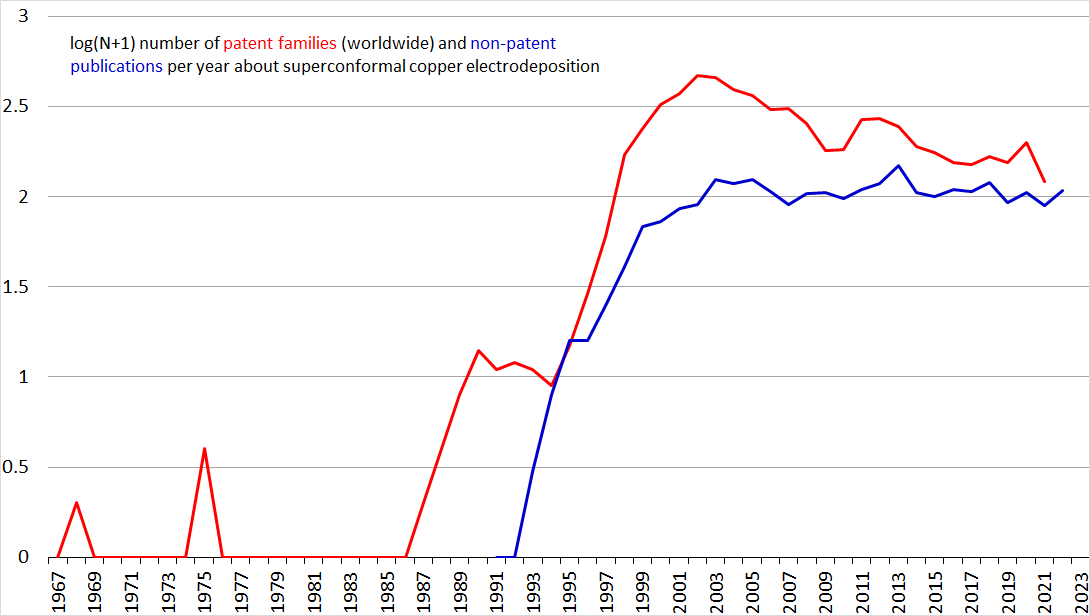
每年关于铜的超共形电沉积的专利族数量（全球）和非专利出版物log(N+1)

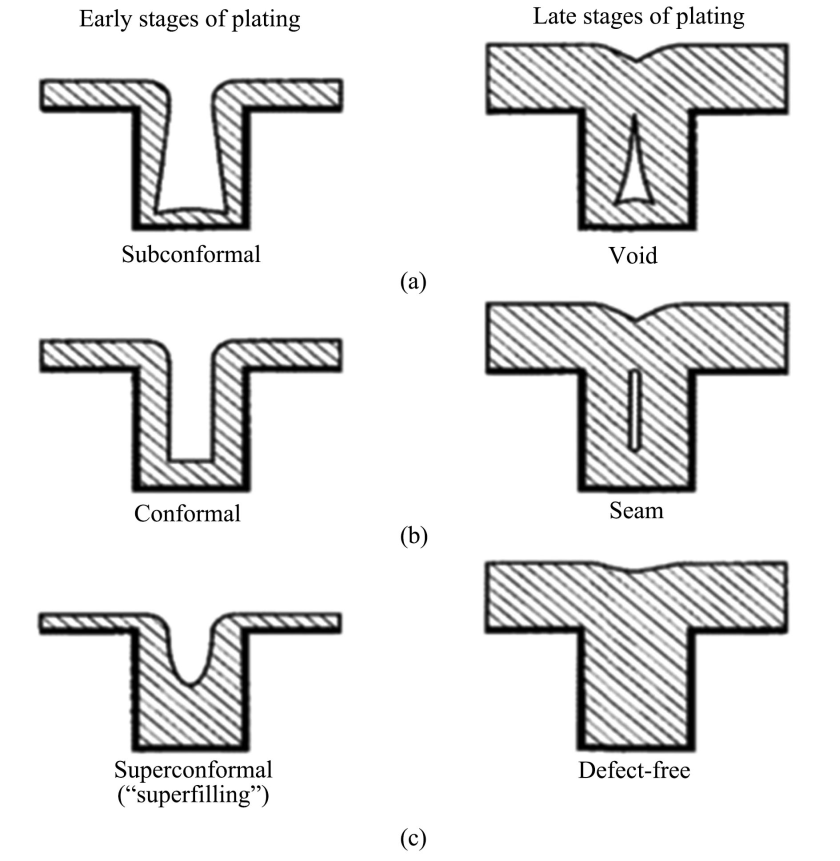
电镀中不同情景的示意图。(a) 顶部沉积速率较快，(b) 沉积速率均匀，(c) 底部沉积速率较快（超填充）。

2005年左右，由于前几年芯片上晶体管尺寸的持续减小，处理器频率达到了3 GHz。这时，互连的电容性RC耦合成为速度（频率）的限制因素。
降低R和C的过程始于1990年代末，当时用Cu（铜）替代Al（铝）以降低R（电阻），并用低介电常数材料替代SiO2以降低C（电容）。选择Cu替代Al，是因为它在室温下在低成本材料中具有最低的电子电阻，并且Cu显示出比Al更慢的电迁移。值得注意的是，在Al互连的情况下，图案化过程涉及在未涂覆区域选择性地蚀刻Al（即减法制造过程），然后沉积介电材料。由于没有已知的空间选择性蚀刻铜的方法，因此改为蚀刻介电材料（图案化）。对于Cu沉积（即加法制造过程），IBM团队在1990年代末选择了电镀。这开启了半导体/微芯片行业的“铜革命”。
铜电镀的起始步骤是在通孔（via）侧壁沉积一层阻障金属（如Ta、TaN、SiN 或 SiC），以防止铜向硅中扩散。接着，采用物理气相沉积（PVD）技术在通孔壁上沉积一层薄的铜种子层（seed layer）。这层“种子层”作为接下来的电沉积步骤的促发层。通常，由于铜离子（Cu2+）在通孔内部的质量传输较慢，导致通孔深部的电镀速率较低。在这种情况下，通孔填充往往会在内部形成空洞（void）。为避免此类缺陷，需要采用自下而上的填充方式，也称为超共形填充（superconformal filling）。
用于超共形铜电镀的电解液中通常含有几种以毫摩尔（mM）级浓度添加的添加剂：氯离子、抑制剂（如聚乙二醇）、促进剂（如双(3-磺丙基)二硫化物）和整平剂（如Janus Green B）。目前对超共形铜电镀的机理主要有两种理论模型：
曲率增强吸附物浓度模型（Curvature Enhanced Adsorbate Concentration，CEAC）：该模型认为，在通孔底部铜沉积层的曲率增加时，吸附在表面的促进剂浓度也相应增加，从而在这些区域促进受到动力学限制的铜沉积。该模型强调促进剂的作用。
S形负微分电阻模型（S-shaped Negative Differential Resistance，S-NDR）：该模型则认为，主要效应来源于抑制剂。由于抑制剂具有较高的分子量和较慢的扩散速率，无法有效到达通孔底部，而是优先吸附在通孔顶部，从而抑制上方的铜沉积。
这两种模型都有实验数据支持。调和性的观点认为，在自下而上填充的初期，铜在通孔底部的沉积速率更快，是因为抑制剂（PEG）分子扩散系数过低，无法及时运输到通孔底部；而促进剂由于分子量小、扩散快，能够迅速到达底部并促进铜的沉积。在电镀后期，促进剂仍以高浓度存在于铜表面，导致最终形成一个凸起（bump）。

## 相关
- 互连中的碳纳米管（英语：Carbon nanotubes in interconnects）